# Webepizód
A webepizódok (webisode) rövid, internetes sugárzásra készült részek, melyekhez az első televíziós vagy kábeltelevíziós sugárzást megelőzően letöltéssel lehet hozzájutni. Ezt a formát előzetesekre, bemutatókra, reklámokra szokták alkalmazni. A webepizódok már futó drámáknak, sorozatoknak lehetnek részei, vagy akár az egész műsort is magukban foglalhatják. Nem tekinthetők kifejezetten pilot epizódnak, mert nem feltétlenül lesz belőlük televíziós sorozat.

## Eredet
Az alapjául szolgáló „webisode” szó a „web” és „epizód” szavak összeolvadásából származik, tehát ez egy web alapú televízión nézhető, az internetről a nézőközönséghez kerülő web epizód. Nincs standard előírás a hosszúságára nézve, így a legtöbb webepizód viszonylag rövid, 4-től 15 percig terjednek.

## Fejlődés
- 1995: Scott Zakarin író és producer elkészítette az első internetes sorozatot The Spot címmel. Származékos szóként a „webisodic” szó is használatba kerül.
- 1996: Elindul a seaQuest 2047 internetes sorozat.
- 1998 – 1999: A szó első nyilvános használata a Stan Lee Media (egy internet alapú produkciós és reklám cég) 7th Portal című online szuperhős sorozatának reklám és promóciójaként.
- 2009: A szó bekerült a Merriam-Webster's Collegiate Dictionary nevű Amerikában használatos angol szótár szavai közé.